# Fjederholt Å Dalbro
Fjederholt Å Dalbro er en 200 meter lang dalbro, der går henover den fredede Fjederholt Å syd for Herning.  
Broen bærer Midtjyske Motorvej, primærrute 18  der går imellem Herning og Vejle.
Dalbroen over Fjederholt Å var oprindelig demissioneret som en motortrafikvej, men blev alligevel lavet som motorvej efter at folketinget i 2002 besluttede at primærrute 18 fra Herning til Vejle skulle udbygges til en motorvej.
Broen gør at hjorte og andre dyr uforstyrret kan passere under motorvejen. Den giver også mulighed for at dyrelivet og naturen kan leve så uforstyrret som mulig ved motorvejen.
56°04′40″N 8°59′50″Ø / 56.0778°N 8.9971°Ø